# Michael Mertens
Michael Mertens (Stelle, 1965. december 27. –) német súlylökő. Részt vett az 1996. évi és a 2000. évi nyári olimpiai játékokon. Előbbin 16., utóbbin 26. helyen végzett.